# Диас, Ариадна
Ариадна Диас (исп. Ariadne Díaz род. 17 августа 1986 года, Гвадалахара, Халиско, Мексика) ― мексиканская актриса и бывшая модель.

## Биография
Диас родилась 17 августа 1986 года в Гвадалахаре, штат Халиско. Она имеет испанское и французское происхождение. В 2006 году дебютировала на телевидении в сериале «RBD: La Familia». В 2007 году она снялась в теленовелле «Такие маленькие девочки, как ты», где сыграла Летисию Эрнандес. Ариадна также получила двойную роль Флоренсии Эчеваррия де Бельмонте ― протагониста и антагонистки ― в фильме «Дьявол из племени Гуапос».
Она также сыграла дочь злодейки Барбары Греко в сериале «Завтра — это навсегда». В 2010 году Ариадна Диас получила свою первую главную роль в сериале «Полная любви», где она сыграла пухленькую, харизматичную девушку Марианелу. 
В июне 2012 года снялась в музыкальном клипе Принца Ройса, снятом в дополнение к его альбому Phase II.
В августе 2013 года вернулась на телеканал Televisa, где получила свою вторую главную роль Марселы Моралес в сериале «Женщина шторма». В 2013 году она снялась в клипе на песню «Cuando estas de buenas». В 2013 году Ариадна вернулась в театр, сыграв Иоланду в мюзикле «Духи Гардении». В 2014 году она сыграла особую роль Адрианы Мурильо де Гаксиола, матери Эсмеральды Пиментель, в сериале «Цвет страсти». В том же году Диас сыграла главную героиню в сериале «Малкерида» в роли дочери героини Виктории Руффо, вместе с Кристианом Мейером и Мане де ла Парра.
9 ноября 2016 года Диас была утверждена на роль главной героини теленовеллы Рози Окампо «Добрая жизнь Эстелы Каррильо», основанной на реальных событиях вместе с Дэвидом Сепедой.

## Фильмография
| Год       | Название                        | Роль             | Прим.                   |
| --------- | ------------------------------- | ---------------- | ----------------------- |
| 2006      | Экстремальная энергия улыбки    | Ари              | 26 серий                |
| 2007      | RBD: Семья                      | неизвестная роль |                         |
| 2007      | Такие маленькие девочки, как ты | Летисия          | главная роль            |
| 2007-2008 | К черту красавчиков             | Флоренсия        |                         |
| 2008-2009 | Завтра — это навсегда           | Аурора           | 141 серия               |
| 2010-2011 | Полная любви                    | Марианела        | главная роль            |
| 2012-2013 | Женщина шторма                  | Марсела          | главная роль; 167 серий |
| 2014      | Цвет страсти                    | Адриана          | 5 серий                 |
| 2014      | Злополучная                     | Асасия           | главная роль; 116 серий |
| 2017      | Двойная жизнь Эстелы Каррильо   | Эстелла          | главная роль; 72 серий  |
| 2018      | Это должен был быть ты          | Мариса           | главная роль; 87 серий  |
| 2022      | Мой дядя                        | Сэм              | главная роль            |
| 2022      | Преодолей отсутствие            | Хулия            | главная роль            |
| 2023      | За пределами тебя               | Эми              | главная роль            |
| 2024      | Папы для удобства               | Айде             | главная роль            |